# Судариков, Александр Борисович
Александр Борисович Судариков (23 августа 1969, Москва, СССР) — советский и российский футболист, полузащитник, нападающий.

## Биография
Воспитанник ФШМ, в 1988—1989 годах выступал за команду во второй лиге. В 1990—1991 — в тверской «Волге». 1992 год начал в команде высшей лиги «Динамо-Газовик», за которую провёл четыре игры. В августе перешёл в московское «Торпедо», сыграл за команду в 1992—1994 годах 9 матчей. В 1995—1996 выступал в чемпионате Бангладеш за «Абахани» Дакка.
По возвращении в Россию играл в мини-футбольных клубах «Феникс-Локомотив» (1996), «Минкас» / «Спартак» (1997) и во втором дивизионе за «Динамо» Барнаул (1996) и ФК «Коломна» (1998—1999). В 2000 году провёл игр за белорусское «Динамо» (Брест), карьеру закончил в любительских московских клубах «Крылья Советов» (2000—2001) и «Красный Октябрь» (2002).
Позже стал работать директором ДЮСШ «Красный Октябрь» и депутатом муниципального собрания московского района Покровское-Стрешнево.